# Mathias Storch
Mikael Mathias Johannes Storch (* 21. April 1883 in Manermiut; † 21. November 1957 in Ilulissat) war ein grönländischer Pastor, Propst, Schriftsteller und Landesrat.

## Leben

### Ausbildung
Mathias Storch war der Sohn des Jägers David Hans Gustav Storch (1851–1932) und seiner Frau Salomine Sofie Ane Johanne Sybille Rafaelsen (1860–1921). Er war außerordentlich gut in der Schule, weswegen er 1900 auf Grønlands Seminarium in Nuuk kam, obwohl er in einer Jägerfamilie in einem kleinen Udsted aufgewachsen war. Er schloss die Ausbildung 1906 ab. Es war das Jahr Christian Wilhelm Schultz-Lorentzens Einführung des neuen Kirchengesetzes, wegen dem fortan nun auch vermehrt Grönländer höhere theologische Ausbildungen erhalten sollten. Er wurde deswegen nach Dänemark geschickt, wo er drei Jahre bei Bischof Christian Ludwigs in Aalborg lebte.

### Jahre als Pastor und Herausgabe des ersten grönländischen Romans
1909 kehrte er nach Grönland zurück, wo er zum Oberkatecheten in Ilulissat ernannt wurde. Direkt nach seiner Rückkehr nach Grönland hatte er am 18. Juli 1909 in Nuuk Ane Jensine Emilie Berthelsen (1889–1913), Tochter des Pastors Erneĸ Jens Lars Johan Berthelsen (1855–1889) und seiner Frau Laura Johanne Frederikke Holm (1861–?). Sie war die Enkelin des von Rasmus Berthelsen (1827–1901). Am 21. Juni 1910 wurde er ordiniert und übernahm stellvertretend für den verreisten Hother Ostermann das Pastorenamt in Ilulissat. 1911 wurde er Hilfspastor in Nuuk und lehrte zeitweise an Grønlands Seminarium. 1912 wurde er Pastor in Narsarmijit. 1913 starb seine Frau im Alter von nur 23 Jahren. 1914 ließ er sich beurlauben und begab sich nach Ilulissat.
Mathias Storch war sehr gesellschaftskritisch. Als Pastor war er in der christlichen Weckungsbewegung Peqatigiinniat engagiert. Er schrieb regelmäßig Aufsätze in der Nalunaerutit sowie in der Avangnâmioĸ. 1912 schrieb er den Aufsatz Suna túngavigalugo timíkut ítumik siumukardluarsínauvugut? (etwa „Auf welcher Grundlage können wir entwicklungsmäßig gut vorankommen?“) in der Atuagagdliutit, der die Hauptkritikpunkte enthalten, die auch den Kern des 1914 veröffentlichten Zukunftsromans Singnagtugaĸ („Der Traum“) ausmachen. Dies war der erste jemals von einem Grönländer geschriebene Roman. Das Buch ist eine Kritik an der gesellschaftlichen Lage Grönlands zu Beginn des 20. Jahrhunderts. Kritisiert werden die ungleichen Machtverhältnisse zwischen Dänen und Grönländern, aber auch grönländische Probleme wie der Umgang mit Pflegekindern und Zwangsehen. Die Hauptfigur Pavia, die mit Mathias Storch selbst identifiziert wurde, schläft ein und träumt von Nuuk im Jahr 2105, wo die Gesellschaft utopisch so aufgebaut ist, wie Pavia bzw. Mathias Storch es sich wünscht, mit einer fleißigen und in geordneten Verhältnissen lebenden, wohlhabenden und freien Bevölkerung. Nur ein Jahr später wurde das Buch von Knud Rasmussen unter dem Titel En Grønlænders Drøm („Der Traum eines Grönländers“) ins Dänische übersetzt.
Nach dem Tod seiner ersten Frau heiratete er am 16. Mai 1915 in zweiter Ehe in Ilulissat Emilie Justine Margrethe Johanne Frederiksen (1893–1955), Tochter des Jägers Frederik Johan Nikolai Frederiksen und seiner Frau Josefine Bothilde Louise Thale Therkelsen. Im selben Jahr wurde er als Pastor in Appat angestellt.

### Zeit als Propst und Vizepropst
1919 wurde Hother Ostermann erneut beurlaubt und Mathias Storch kehrte nach Ilulissat zurück. Dort wurde er anschließend nach der Zweiteilung der grönländischen Propstei zum Propst von Nordgrönland ernannt. 1920 wurde er neben Pastor Karl Chemnitz und Udstedsverwalter David Olsen zu einem von drei grönländischen Mitgliedern der Grønlandskommission ernannt. 1927 wurde die Gleichstellung der beiden Propsteien aufgehoben, sodass der südgrönländische Propst fortan für ganz Grönland zuständig war, während Mathias Storch fortan Vizepropst war. Von 1927 bis 1932 war er gewähltes Mitglied im nordgrönländischen Landesrat, wurde aber 1929 und 1931 von Boye Thomsen vertreten. 1930 verfasste er das dänischsprachige Buch Strejflys over Grønland („Streiflicht über Grönland“) war ein weiteres gesellschaftskritisches, aber diesmal nicht belletristisches Werk, wo er bessere Bildung und bessere Lebensbedingungen für die grönländische Bevölkerung forderte. Er schrieb auch kirchengeschichtliche Werke. 1940 gab er das Andachtsbuch Nãmagsivoĸ („Es ist vollbracht“) heraus. Für seine Teilnahme an der Grønlandskommission war er 1921 zum Ritter des Dannebrogordens ernannt wurden. 1947 wurde er Dannebrogsmand. 1953 wurde er im Alter von 70 Jahren pensioniert. Nach seiner Pensionierung war er gelegentlich noch als Pastor tätig, bevor er 1957 im Alter von 74 Jahren starb.

## Werke
- 1914: Singnagtugaĸ
  - 1915: En Grønlænders Drøm (Dänische Übersetzung)
  - 2016: Singnagtugaq. A Greenlander’s Dream (Englische Übersetzung)
  - 2016: Le rêve d'un Groenlandais (Französische Übersetzung)
- 1930: Strejflys over Grønland
- 1940: Nãmagsivoĸ